# グルタチオン-シスチントランスヒドロゲナーゼ
グルタチオン-シスチントランスヒドロゲナーゼ（glutathione-cystine transhydrogenase）は、次の化学反応を触媒する酸化還元酵素である。
2 グルタチオン + シスチン {\displaystyle \rightleftharpoons } グルタチオンジスルフィド + 2 システイン
反応式の通り、この酵素の基質はグルタチオンとシスチン、生成物はグルタチオンジスルフィドとシステインである。
組織名はglutathione:cystine oxidoreductaseで、別名にGSH-cystine transhydrogenase、NADPH-dependent GSH-cystine transhydrogenaseがある。